# قائم‌پور، پاکستان
قائم‌پور (به انگلیسی: Qaimpur) یک شهر در پاکستان است که در پنجاب واقع شده‌است.